# Lorentzen
Lorentzen je občina v departmaju Bas-Rhin francoske regije Alzacija.
Leta 1990 je v občini živelo 281 oseb oz. 36 oseb/km².